# Littoraria scabra
Littoraria scabra is een slakkensoort uit de familie van de Littorinidae. De wetenschappelijke naam van de soort werd voor het eerst geldig gepubliceerd in 1758 door Carl Linnaeus.